# 羽鳥光俊
羽鳥 光俊（はとり みつとし、1938年 - 2023年10月30日） は、日本の電子情報通信工学者。
東京大学名誉教授。電子情報通信学会会長 .電子情報通信学会会長 .映像情報メディア学会会長データベース振興センター理事長 .情報通信技術委員会理事長。

## 人物・経歴
- 1963年 東京大学工学部電気工学科卒業
- 1968年 東京大学大学院工学系研究科博士課程修了[1]
- 1969年 東京大学工学部助教授[1]
- 1986年 東京大学工学部教授[1]
- 1999年 東京大学名誉教授[1]
- 2000年 国立情報学研究所教授 [1]
- 電子情報通信学会79代会長 （2002（平成14年）5月 - 2003（平成15年）5月）[2][1]
- 映像情報メディア学会会長[1] データベース振興センター理事長[1] 情報通信技術委員会理事長[1]
- 総務省情報通信審議会委員 総務省独立行政法人評価委員会委員 総務省情報通信技術の研究開発の評価に関する会合構成員[1]

総務大臣表彰、1999年NHK放送文化賞、2019年C&C賞などを受賞している。
2017年瑞宝中綬章受章。
2023年10月に死去。85歳没。叙正四位。